# 브룩 디오세이
브룩 도세이(Brooke D'Orsay, 영어 발음: /dɔːrˈseɪ/, 1982년 2월 17일 ~ )는 캐나다의 배우이다.
토론토에서 태어났다.

## 출연 작품

### 영화
- My Life as a Movie (2003) - 브렌다 역
- Home Security (2003) - 단편
- The Republic of Love (2003) - 마더 #3 역
- 스컬스 3 (2004,The Skulls III)
- 해롤드와 쿠마 (2004)
- 킹스 랜섬 (2005, King's Ransom)
- Room 10 (2006) - 단편
- 보이 걸 씽 (2006)
- The Boy Who Cried Werewolf (2010) - 폴리나 역
- How to Fall in Love (2012) - 애니 역
- June in January (2014) - 준 프레이저 역

### 텔레비전
- Ace Lightning (2004)
- 두 남자와 1/2 (2007, 2012-14)
- 체인지 디바 (2009-11)
- 로열 페인스 (2010-16)
- 그레이스 앤 프랭키 (2020)